# Polisportiva Calcio Ternana 1988-1989
Questa voce raccoglie le informazioni riguardanti la Polisportiva Calcio Ternana nelle competizioni ufficiali della stagione 1988-1989.

## Stagione
Nella stagione 1988-1989 la Ternana è una nuova società, si chiama "Polisportiva Calcio Ternana" e ha una nuova dirigenza: il neopresidente è il commendatore Gaspare Gambino, che affida al tecnico Claudio Tobia il ruolo di allenatore.
La squadra disputa il girone C della Serie C2, ottenendo con 48 punti il primo posto della classifica, a pari merito con la Fidelis Andria e il Chieti. Le promozioni previste sono due, per cui viene stilata una classifica avulsa in base al maggior numero di punti e alla miglior differenza reti a parità di punti, conseguiti negli scontri diretti fra le tre squadre in questione; in vistù di ciò i pugliesi vengono promossi direttamente come primi classificati.
Per la seconda promozione viene quindi stabilito uno spareggio tra gli umbri e gli abruzzesi, che si disputa l'11 giugno 1989 sul neutro di Cesena, con diecimila tifosi rossoverdi presenti sugli spalti della "Fiorita", e che, con la partita inchiodata sullo 0-0 al termine dei tempi supplementari, vede infine la vittoria della Ternana 3-1 dopo i tiri di rigore: in questo modo gli umbri risalgono dopo tre stagioni risale in Serie C1. Tra le Fere si sono distinti come protagonisti della promozione i centrocampisti Paolo Doto, autore di 13 reti, e Arcangelo Sciannimanico con 10 centri, oltreché la punta Salvatore Garritano autore di 9 reti.
In precedenza nella Coppa Italia di Serie C la Ternana, durante la fase di qualificazione ai sedicesimi di finale, si era piazzata al terzo e ultimo posto in un girone eliminatorio che comprendeva i corregionali Perugia e Gubbio.

## Rosa
| N. |                   | Ruolo | Calciatore          |
| -- | ----------------- | ----- | ------------------- |
| -  | Italia (bandiera) | A     | Luciano Benetti     |
| -  | Italia (bandiera) | D     | Lucio Caccialupi    |
| -  | Italia (bandiera) | D     | Daniele Catto       |
| -  | Italia (bandiera) | P     | Cesare Cipelli      |
| -  | Italia (bandiera) | D     | Claudio Cocco       |
| -  | Italia (bandiera) | A     | Paolo Doto          |
| -  | Italia (bandiera) | A     | Giorgio Eritreo     |
| -  | Italia (bandiera) | P     | Enrico Falcinelli   |
| -  | Italia (bandiera) | D     | Riccardo Feliziani  |
| -  | Italia (bandiera) | C     | Giulio Forte        |
| -  | Italia (bandiera) | C     | Luca Gabriellini    |
| -  | Italia (bandiera) | A     | Salvatore Garritano |

| N. |                   | Ruolo | Calciatore              |
| -- | ----------------- | ----- | ----------------------- |
| -  | Italia (bandiera) | C     | Franco Merendi          |
| -  | Italia (bandiera) | A     | Sossio Perfetto         |
| -  | Italia (bandiera) | D     | Romualdo Picchiante     |
| -  | Italia (bandiera) | D     | Paolo Pochesci          |
| -  | Italia (bandiera) | P     | Roberto Renzi           |
| -  | Italia (bandiera) | C     | Arcangelo Sciannimanico |
| -  | Italia (bandiera) | C     | Marco Scorsini          |
| -  | Italia (bandiera) | C     | Daniele Simeoni         |
| -  | Italia (bandiera) | A     | Bruno Spinelli          |
| -  | Italia (bandiera) | D     | Massimo Spinelli        |
| -  | Italia (bandiera) | D     | Antonio Strano          |
| -  | Italia (bandiera) | A     | Paolo Terzaroli         |

## Risultati

### Serie C2

#### Girone di andata
| Arbitro: | Curotti (Piacenza) |

|                                |           |                                  |
| Strano 8’ (aut.) Silvestri 69’ | Marcatori | 18’ S. Garritano 66’ Gabriellini |

| Arbitro: | Pala (Alghero) |

|           |           |  |
| Forte 68’ | Marcatori |  |

| Arbitro: | Di Pilato (Bergamo) |

|          |           |                             |
| Doto 45’ | Marcatori | 41’ Pediconi 60’ Cancellier |

| San Marino 2 ottobre 1988 4ª giornata | San Marino               | 0 – 0 | Ternana | San Marino Stadium\| Arbitro: \| Moro (San Donà di Piave) \| |
| Arbitro:                              | Moro (San Donà di Piave) |       |         |                                                              |

| Arbitro: | Contente (Salerno) |

|                                                  |           |  |
| Gabriellini 37’ Doto 69’ (rig.) S. Garritano 88’ | Marcatori |  |

| Bisceglie 16 ottobre 1988 6ª giornata | Bisceglie           | 0 – 0 | Ternana | Stadio Gustavo Ventura\| Arbitro: \| Gaviraghi (Seregno) \| |
| Arbitro:                              | Gaviraghi (Seregno) |       |         |                                                             |

| Arbitro: | Misticoni (Ascoli Piceno) |

|                   |           |  |
| Sciannimanico 71’ | Marcatori |  |

| Arbitro: | Costmagna (Torino) |

|              |           |             |
| Cardillo 10’ | Marcatori | 25’ Eritreo |

| Arbitro: | Zebellin (Bassano del Grappa) |

|                                                                    |           |              |
| Sciannimanico 14’ B. Spinelli 61’ Doto 63’ S. Garritano 67’ (rig.) | Marcatori | 90’ Genovasi |

| Arbitro: | Destro (Novi Ligure) |

|                                              |           |  |
| Statuto 15’ A. Damiani 39’ Di Giannatale 83’ | Marcatori |  |

| Arbitro: | Dinelli (Lucca) |

|                            |           |  |
| Sciannimanico 29’ Doto 73’ | Marcatori |  |

| Gubbio 27 novembre 1988 12ª giornata | Gubbio            | 0 – 0 | Ternana | Stadio San Biagio\| Arbitro: \| Trinchieri (Roma) \| |
| Arbitro:                             | Trinchieri (Roma) |       |         |                                                      |

| Arbitro: | Ravelli (Bergamo) |

|                                             |           |                |
| Sciannimanico 30’ Doto 37’ S. Garritano 76’ | Marcatori | 86’ Diodicibus |

| Arbitro: | Risetti (Voghera) |

|             |           |                     |
| De Rosa 80’ | Marcatori | 56’, 81’ L. Benetti |

| Arbitro: | Lattuada (Legnano) |

|                                   |           |             |
| Doto 17’ (rig.) Sciannimanico 86’ | Marcatori | 55’ Brescia |

| Arbitro: | Arena (Ercolano) |

|                 |           |                                       |
| Cangianello 66’ | Marcatori | 17’, 22’ B. Spinelli 79’, 90’ Eritreo |

| Arbitro: | Morello (Ragusa) |

|                                                  |           |  |
| Sciannimanico 6’ Gabriellini 20’ B. Spinelli 22’ | Marcatori |  |

#### Girone di ritorno
| Arbitro: | Gaviraghi (Seregno) |

|                 |           |  |
| Doto 31’ (rig.) | Marcatori |  |

| Arbitro: | Contente (Salerno) |

|           |           |  |
| Bruno 85’ | Marcatori |  |

| Arbitro: | D'Ambrosio (Padova) |

|  |           |                             |
|  | Marcatori | 78’ Eritreo 84’ (rig.) Doto |

| Arbitro: | Bortoli (Schio) |

|                  |           |  |
| S. Garritano 52’ | Marcatori |  |

| Arbitro: | Cesari (Genova) |

|                |           |  |
| F. Mancini 54’ | Marcatori |  |

| Arbitro: | Lattuada (Legnano) |

|                       |           |             |
| S. Garritano 23’, 46’ | Marcatori | 28’ Di Liso |

| Arbitro: | Bazzoli (Merano) |

|                   |           |  |
| Papa 7’ Vinci 75’ | Marcatori |  |

| Arbitro: | Risetti (Voghera) |

|                           |           |              |
| Sciannimanico 2’ Doto 60’ | Marcatori | 30’ Cardillo |

| Arbitro: | Cinciripini (Ascoli Piceno) |

|              |           |  |
| Baglieri 18’ | Marcatori |  |

| Arbitro: | Bellotti (Saronno) |

|                                 |           |                |
| Gabriellini 47’ Doto 48’ (rig.) | Marcatori | 86’ A. Damiani |

| Fano 16 aprile 1989 28ª giornata | Fano                   | 0 – 0 | Ternana | Stadio Raffaele Mancini\| Arbitro: \| Brasca (Busto Arsizio) \| |
| Arbitro:                         | Brasca (Busto Arsizio) |       |         |                                                                 |

| Arbitro: | Capovilla (Verona) |

|                                            |           |  |
| Doto 7’ Sciannimanico 34’ S. Garritano 64’ | Marcatori |  |

| Arbitro: | Zebellin (Bassano del Grappa) |

|  |           |                 |
|  | Marcatori | 10’ Gabriellini |

| Arbitro: | Rivola (Roma) |

|                               |           |  |
| Sciannimanico 59’ Eritreo 76’ | Marcatori |  |

| Arbitro: | D'Ambrosio (Padova) |

|                           |           |  |
| Brescia 35’ Gerondini 81’ | Marcatori |  |

| Arbitro: | Scarfò (Reggio Calabria) |

|                                |           |  |
| Doto 14’, 62’ S. Garritano 68’ | Marcatori |  |

| Arbitro: | Collina (Viareggio) |

|              |           |                               |
| Barbetta 38’ | Marcatori | 9’ Sciannimanico 37’ Pochesci |

#### Spareggio promozione
| Arbitro: | Cardona (Milano) |

|                                 |                      |                                |
| Genovasi Baglieri Fiaschi Leone | Tiri di rigore 1 – 3 | Doto Sciannimanico S. Perfetto |

### Coppa Italia Serie C

#### Fase eliminatoria a gironi
| Gubbio 24 agosto 1988 1ª giornata | Gubbio          | 0 – 0 | Ternana | Stadio San Biagio\| Arbitro: \| Fiori (Ravenna) \| |
| Arbitro:                          | Fiori (Ravenna) |       |         |                                                    |

| Arbitro: | Lombardi (La Spezia) |

|          |           |  |
| Catto 1’ | Marcatori |  |

| Arbitro: | Mughetti (Cesena) |

|                 |           |                      |
| B. Spinelli 10’ | Marcatori | 43’, 67’, 87’ Zoppis |

| Arbitro: | Rosica (Roma) |

|                                      |           |  |
| Ravanelli 79’ (rig.) G. Pagliari 89’ | Marcatori |  |